# Riderch II di Alt Clut
Riderch II (fl. IX secolo) era, secondo le Harleian genealogies, figlio di re Eugein, figlio di re Dumnagual III di Alt Clut..
Lo si conosce solo da questa fonte e, sebbene gli studiosi lo riconoscono come tale, non esiste in realtà nessuna prova che sia stato sovrano di Alt Clut (odierna regione attorno a Dumbarton Rock).